# Грыжник кавказский
Гры́жник кавка́зский (лат. Herniária caucasica) — вид травянистого растения рода Грыжник (Herniaria) семейства Гвоздичные (Caryophyllaceae).

## Ботаническое описание
Многолетний маленький полукустарничек зелёной, тёмно-зелёной или желтовато-зеленоватой окраски иногда образующий дерновинки. Корень до 5 мм в диаметре, толстый, в верхней части с многочисленными спящими почками.
Стебли деревянистые (в основании всегда), 5—15 см длиной, распростёртые, приподнимающиеся, но не укореняющиеся. В верхней части стебли ветвящиеся, опушённые короткими оттопыренными волосками.
Листья 4—6 мм длиной, 2,5—3 мм шириной, обратнояйцевидные или округлые, на верхушке тупые, в основании клиновидно суженные в короткий черешок, с обеих сторон голые, иногда лишь молодые листья по краю ресничатые.
Прилистники 1—1,5 мм длиной, треугольно-яйцевидные, плёнчатые, по краю ресничатые.
Цветки 1,8—2,2 мм длиной, скученные в пазухах листьев клубочками по 5—12 шт., почти сидячие. Чашечка из 5 чашелистиков. Доли чашелистиков около 1 мм длиной, продолговатые или продолговато-яйцевидные, на верхушке туповатые с белоплёнчатой каймой, с длинными густыми ресничкаками (до ½ ширины чашелистика), по спике голые или с единичными волосками, преимущественно в нижней части.
Трубка чашечки обратноконическая, опушённая реже голая.
Лепестки нитевидные, 0,5 мм длиной. Тычинок 5, тычиночные нити равны лепесткам, пыльники овальные, красноватые. Столбик короткий 0,15—0,2 мм длиной с двумя рыльцами.
Плод — коробочка около 1 мм длиной, яйцевидная, короче чашечки, равная по длине чашелистикам. Семена 0,8 мм в диаметре, дисковидные, тёмно-коричневые, блестящие, гладкие.
Цветёт и плодоносит в июне—августе.

## Распространение и экология
Общее распространение: Балканский полуостров и Малая Азия; Кавказ; Иран; Западная Сибирь; Средняя Азия; Дж.-Кашг.; Монголия.
На территории России и сопредельных государств встречается на Кавказе, в Западной Сибири и Средней Азии.
Произрастает на скалах, осыпях, щебнистых и песчаных местообитаниях в нижнем и среднем поясе гор. Поднимается до высоты 2500 м.
Среднеазиатские растения отличаются от типовых несколько меньшей длиной столбика. Встречаются гибриды между H. glabra L. и H. caucasica Rupr.

## Таксономия
Herniaria caucasica Rupr. 1869, Mém. Akad. Sci. Pétersb. (Sci. Phys. Math.), ser. 7, 15, 2:241; Муравьёва, 1936, во Фл. СССР, 6:567, табл. 34, рис. 1; Адылов, 1971, в Опр. раст. Ср. Азии, 2:252 — Грыжник кавказский.
|  |                                      |  |                                                             |                                                             |                      |  | ещё 28 семейств | ещё 28 семейств    |                         |  |  |  | ещё несколько видов, в том числе Грыжник пепльный |
|  |                                      |  |                                                             |                                                             |                      |  | ещё 28 семейств | ещё 28 семейств    |                         |  |  |  | ещё несколько видов, в том числе Грыжник пепльный |
|  |                                      |  |                                                             | порядок Гвоздичноцветные                                    |                      |  |                 |                    | род Грыжник (Herniaria) |  |  |  |                                                   |
|  |                                      |  |                                                             | порядок Гвоздичноцветные                                    |                      |  |                 |                    | род Грыжник (Herniaria) |  |  |  |                                                   |
|  | отдел Цветковые, или Покрытосеменные |  |                                                             |                                                             | семейство Гвоздичные |  |                 |                    | вид Грыжник кавказский  |  |  |  |                                                   |
|  | отдел Цветковые, или Покрытосеменные |  |                                                             |                                                             | семейство Гвоздичные |  |                 |                    |                         |  |  |  |                                                   |
|  |                                      |  | ещё 44 порядка цветковых растений (согласно Системе APG II) | ещё 44 порядка цветковых растений (согласно Системе APG II) |                      |  |                 | ещё около 80 родов | ещё около 80 родов      |  |  |  |                                                   |
|  |                                      |  |                                                             | ещё 44 порядка цветковых растений (согласно Системе APG II) |                      |  |                 |                    | ещё около 80 родов      |  |  |  |                                                   |

Описан с Кавказа, лектотип (Chaudhri. 1968): «Caucasus orient., Chewsuria et Pschawia, in m. Borbalo, alt. 1510 hex., 13 IX 1860, Ruprecht» (LE).